# Prerana Deshpande
Prerana Deshpande es una reconocida exponente india de Kathak, una de las danzas clásicas de la India.
Comenzó a estudiar kathak con Sharadini Gole cuando tenía siete años. Su primera presentación fue a los quince años. Luego estudió bajo la tradición Guru Shishya Parampara de Rohini Bhate donde aprendió de las gharanas Lucknow y Jaipur durante veintidós años. Es reconocida por sus movimientos llenos de gracia y por su dominio sobre diversos aspectos del Kathak, tales como abhinaya (expresión) y control sobre el laya (ritmo).
Prerana Deshpande hizo su educación formal en el Centro de Artes escénicas de la Universidad de Pune (Lalit Kala Kendra), India. Completó el grado de maestría en Kathak, graduándose en primer lugar. También completó un título de grado en Matemáticas, y aplica este conocimiento matemático formal a su baile.
Prerana formó Nrityadham, instituto creado para la formación y difusión de la danza Kathak. Su sede principal está en Pune, donde enseña tanto a estudiantes de India como del extranjero, y posee un grupo estable de bailarinas avanzadas con quienes participa en presentaciones y festivales.

## Familia
Prerana está casada con el prominente solista en tabla Supreet Deshpande. Tienen una hija, Ishwari Deshpande, quien es también uno de sus alumnas avanzadas en Nrityadham. Ishwari comenzó a bailar cuando tenía tres años, alrededor 1999, y ha destacado como intérprete de kathak al menos desde sus doce años.

## Colaboraciones creativas
Prerana participó con coreografías de Kathak para el montaje Mharo Pranam, inspirado en la vida y letras de Mirabai, estas últimas conceptualizadas por Pt. Hemant Pendse.
En 2007, Prerana Deshpande trabajó con la famosa bailarina de Odissi Sujata Mohapatra en una colaboración de Kathak y Odissi inspirada en los sitios de Ajantā y Ellora, considerados Patrimonio de la Humanidad. La producción, titulada «Ajanta cobra vida: Tributo a Ajanta & Ellora» (Ajanta comes alive en inglés) estrenó en Pune, capital cultural de Maharastra, el 18 de febrero de 2007. El estreno fue presentado por el erudito en danza Sunil Kothari, y posteriormente se continuó presentando en otras ciudades de India. Al menos hasta 2010, la colaboración entre Prerana y Sujata seguía vigente. En tanto, en 2018 Prerana estrenó Space: Taal-mala, una larga pieza interpretada por las intérpretes de Nrityadham, basada en el trabajo rítmico del bailarín Pt. Mohanrao Kallianpurkar. Para dicho estreno invitaron a Ratikant Mohapatra y su compañía de Odissi.

## Premios
- 2016: Premio Nacional Devadasi[18]
- Gaurav Puruskar de las manos de Pandit Birju Maharaj[19]
- Singar Mani Título otorgado por Sur Singar Samsad de Bombay[20][21]
- 1994: Nrityashri título otorgado por Kiran, Katani[20][21]